# Eleição municipal de Nova Iorque em 2021
A eleição para prefeito da cidade americana de Nova York em 2021 foi realizada em 2 de novembro de 2021. O candidato democrata Eric Adams foi eleito. Antes da eleição geral houve a primária democrata que foi vencida pelo presidente do Brooklyn Borough, Eric Adams e a primária republicana foi vencida pelo fundador do Guardian Angels, Curtis Sliwa. As primárias foram realizadas em 22 de junho de 2021 e foram as primeiras eleições primárias para prefeito de Nova York a usar a escolha por classificação, onde os eleitores podem classificar até cinco candidatos, em oposição à votação por pluralidade das primárias anteriores. Os democratas têm uma vantagem de registro de quase 6 para 1 sobre os republicanos, e há duas vezes mais independentes registrados do que republicanos. O atual prefeito da cidade de Nova York, Bill de Blasio, foi impedido de concorrer a um terceiro mandato por limites de mandato.
Na rodada final da votação nominal, Adams derrotou a ex-comissária do Departamento de Saneamento da cidade de Nova York, Kathryn Garcia. Sliwa derrotou o fundador da Federação dos Motoristas de Táxi do Estado de Nova York, Fernando Mateo, seu único grande concorrente.
Depois de postar uma tabulação preliminar dos resultados da escolha por classificação online em 29 de junho conforme programado, o Conselho Eleitoral da Cidade de Nova York emitiu um tweet afirmando que uma discrepância havia sido identificada nos resultados. Pouco depois, os resultados foram retirados do site do Conselho e substituídos por uma mensagem prometendo que novos resultados preliminares seriam disponibilizados no dia seguinte. Mais tarde, na noite de 29 de junho, o Conselho divulgou uma declaração explicando que aproximadamente 135.000 votos de teste - cerca de 14,3% do total relatado - foram deixados em seu sistema de tabulação de escolha por classificação e que uma nova tabulação preliminar seria realizada e divulgada o no dia seguinte.

## Partido Democrata

### História

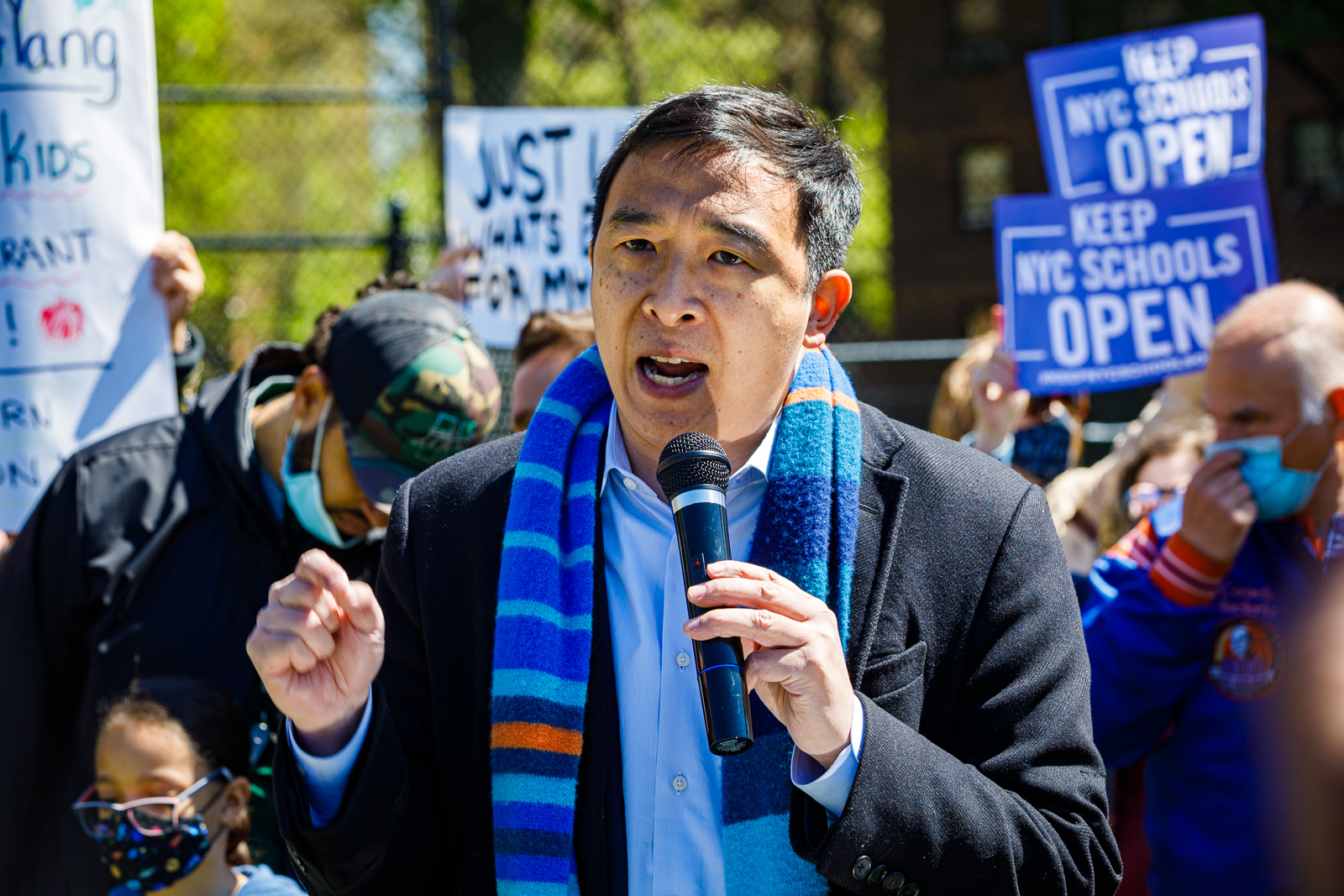
Yang durante campanha em maio.

Em 2019, os eleitores da cidade de Nova York aprovaram a pergunta da cédula nº 1 para alterar a Carta da cidade para dar "aos eleitores a escolha de classificar até cinco candidatos nas eleições primárias e escolhas para prefeito, defensor público, controlador, presidente de distrito e conselho municipal começando em janeiro de 2021". A primeira eleição na cidade a usar a votação nominal foi no 24º distrito do conselho em Queens, que ocorreu em 2 de fevereiro de 2021. Esta foi a primeira vez que a votação nominal foi usada em um Eleição para prefeito de Nova York.
Em 2019, jornalistas e comentaristas políticos previram vários candidatos em potencial, incluindo o presidente do Brooklyn Borough, Eric Adams, o presidente do Bronx Borough, Rubén Díaz Jr., o presidente do conselho da cidade de Nova York Corey Johnson, o controlador da cidade Scott Stringer e a advogada pública da cidade de Nova York Jumaane Williams. Em 2021, vários candidatos se declararam; a maioria eram candidatos pela primeira vez que nunca haviam exercido um cargo político, em vez de ocupar cargos eletivos.
Uma pesquisa no final de janeiro e início de fevereiro mostrou o empresário Andrew Yang como o favorito, com Adams em segundo e Stringer em terceiro. Em 20 de janeiro de 2021, dos principais candidatos declarados, o vereador da cidade de Nova York Carlos Menchaca e o ex-comissário do Departamento de Serviços de Veteranos de Nova York, Loree Sutton, foram considerados os candidatos mais fracos e com maior probabilidade de desistir, já que ambos registraram números muito baixos de arrecadação de fundos. Sutton retirou-se da corrida em 10 de março de 2021 e Menchaca retirou-se em 24 de março de 2021. Em meados de março, três candidatos, Stringer, Dianne Morales, e Maya Wiley, foram amplamente considerados os principais concorrentes para o voto progressista.
No início de maio, Donovan e McGuire foram caracterizados como sem contato com os nova-iorquinos comuns por subestimarem o custo médio de uma casa no Brooklyn. No final de maio, Yang, que mora em Hell's Kitchen, foi ridicularizado por responder que a Times Square era sua estação de metrô favorita, já que a resposta foi vista como semelhante à de um turista. No final de maio, a campanha de Morales perdeu três membros seniores da equipe, incluindo o gerente de campanha recém-contratado, em meio a alegações de uma cultura de trabalho pobre e de quebra de sindicatos. A campanha de Morales perdeu alguns endossos e apoio.
Em junho, devido a rumores de que Eric Adams morava em Nova Jersey, ele convidou repórteres para ir a Bed-Stuy para fazer uma excursão pelo que ele diz ser seu apartamento, localizado em uma de suas propriedades. Sua decoração e conteúdo levaram a mais perguntas de repórteres e rivais sobre se ele realmente residia ali. Quatro dias antes do final do período de votação, Garcia e Yang fizeram campanha juntos. Yang pediu a seus apoiadores para colocar Garcia em segundo lugar, embora ela não tenha feito um pedido semelhante. Adams alegou que a aliança foi uma tentativa de privar os eleitores negros e latinos, uma alegação que Garcia e Yang contestaram, com rivais e oficiais como Wiley e Williams alegando que Adams estava usando a disputa para minar a confiança na eleição.

### Primárias

#### Principais candidatos
Os seguintes candidatos (listados em ordem alfabética) aparecem nas cédulas primárias democratas e ocuparam cargos, foram incluídos nas urnas ou foram objeto de cobertura significativa da mídia.
| Candidatos nas primárias do Partido Democrata      |                                                           |                                                         |                            |                             |                                       |                                          |                             |
| Eric Adams                                         | Shaun Donovan                                             | Kathryn Garcia                                          | Raymond McGuire            | Dianne Morales              | Scott Stringer                        | Maya wiley                               | Andrew Yang                 |
|                                                    |                                                           |                                                         |                            |                             |                                       |                                          |                             |
| Presidente do distrito de Brooklyn (2014-presente) | Diretor Gestão e Orçamento dos Estados Unidos (2014–2017) | Comissária Departamento de Saneamento de NY (2014–2020) | Ex- executivo do Citigroup | Ex- CEO de serviços sociais | Controladoria de NY (2014 – presente) | Professora na The New School (2016-2017) | Candidato a Presidente 2020 |
|                                                    |                                                           |                                                         |                            |                             |                                       |                                          |                             |
| [ 8 ]                                              | [ 9 ]                                                     | [ 10 ]                                                  | [ 11 ]                     | [ 12 ]                      | [ 13 ]                                | [ 14 ]                                   | [ 15 ]                      |

#### Outros candidatos que podiam receber votos
- Art Chang, ex -diretor administrativo do JPMorgan Chase
- Aaron Foldenauer, advogado
- Paperboy Love Prince, rapper do Brooklyn
- Joycelyn Taylor, CEO da TaylorMade Contracting
- Isaac Wright Jr., advogado

#### Debates
O primeiro debate nas primárias democratas foi patrocinado pelo Partido Democrata do Brooklyn e realizado em 31 de janeiro de 2021. Oito candidatos participaram: Adams, ex-diretor do Escritório de Gestão e Orçamento dos Estados Unidos Shaun Donovan, a ex-comissária do Departamento de Saneamento de Nova York Kathryn Garcia, o empresário Raymond McGuire, a ex-advogada de Bill de Blasio Maya Wiley e Andrew Yang. A ex-CEO sem fins lucrativos Dianne Morales boicotou o debate após comentários considerados sinofóbicos por um ex-funcionário do Partido Democrata do Brooklyn.
O segundo debate ocorreu em 13 de maio de 2021. Foi organizado pelo New York City Campaign Finance Board (CFB) e patrocinado pelo NY1. Oito candidatos atenderam às qualificações do CFB para participar do debate. Os participantes foram Adams, Donovan, Garcia, McGuire, Morales, Stringer, Wiley e Yang. O terceiro debate foi realizado em 2 de junho de 2021. Foi organizado pelo CFB e patrocinado pela ABC 7. Oito candidatos atenderam às qualificações do CFB para participar do debate. Os participantes foram Adams, Donovan, Garcia, McGuire, Morales, Stringer, Wiley e Yang.
O quarto debate foi realizado em 10 de junho de 2021, com o patrocínio da CBS 2. Cinco candidatos participaram: Adams, Garcia, Stringer, Wiley e Yang. Adams anunciou inicialmente que iria pular o debate, mas depois optou por comparecer. O quinto e último debate das primárias democratas ocorreu em 16 de junho de 2021. Foi organizado pelo CFB e patrocinado pela NBC 4. Oito candidatos atendiam às qualificações do CFB e foram obrigados a participar: Adams, Donovan, Garcia, McGuire, Morales, Stringer, Wiley e Yang.

#### Resultados
A tabela a seguir mostra os resultados preliminares não oficiais de votos contados em uma série de rodadas de segundo turno. Cada eleitor poderia marcar quais candidatos eram de sua prefência da primeira à quinta escolha. Em cada rodada, o voto foi contado para o candidato preferencial que não era eliminado. Em seguida, um ou mais candidatos com o menor número de votos eram eliminados. Os votos contados para um candidato eliminado são transferidos para o próximo candidato mais preferido do eleitor que ainda não foi eliminado. Os eleitores foram autorizados a marcar apenas cinco opções devido às limitações do sistema de votação.
Em 29 de junho, o Conselho Eleitoral da Cidade de Nova York tomou conhecimento de uma discrepância nos resultados não oficiais e posteriormente postou em um tweet que os resultados do teste e da noite da eleição foram computados juntos em um erro, adicionando aproximadamente 135.000 votos adicionais. Em 6 de julho, depois que novas contagens de votos foram divulgadas, Adams foi declarado o vencedor das primárias pela Associated Press.
| Eleições primárias democratas para prefeito de Nova York em 2021 (preliminares) | Eleições primárias democratas para prefeito de Nova York em 2021 (preliminares) | Eleições primárias democratas para prefeito de Nova York em 2021 (preliminares) | Eleições primárias democratas para prefeito de Nova York em 2021 (preliminares) | Eleições primárias democratas para prefeito de Nova York em 2021 (preliminares) | Eleições primárias democratas para prefeito de Nova York em 2021 (preliminares) | Eleições primárias democratas para prefeito de Nova York em 2021 (preliminares) | Eleições primárias democratas para prefeito de Nova York em 2021 (preliminares) | Eleições primárias democratas para prefeito de Nova York em 2021 (preliminares) | Eleições primárias democratas para prefeito de Nova York em 2021 (preliminares) | Eleições primárias democratas para prefeito de Nova York em 2021 (preliminares) | Eleições primárias democratas para prefeito de Nova York em 2021 (preliminares) | Eleições primárias democratas para prefeito de Nova York em 2021 (preliminares) | Eleições primárias democratas para prefeito de Nova York em 2021 (preliminares) | Eleições primárias democratas para prefeito de Nova York em 2021 (preliminares) | Eleições primárias democratas para prefeito de Nova York em 2021 (preliminares) | Eleições primárias democratas para prefeito de Nova York em 2021 (preliminares) | Eleições primárias democratas para prefeito de Nova York em 2021 (preliminares) | Eleições primárias democratas para prefeito de Nova York em 2021 (preliminares) |
| Partido                                                                         | Partido                                                                         | Candidate                                                                       | Rodada 1                                                                        | Rodada 1                                                                        | Rodada 2                                                                        | Rodada 2                                                                        | Rodada 3                                                                        | Rodada 3                                                                        | Rodada 4                                                                        | Rodada 4                                                                        | Rodada 5                                                                        | Rodada 5                                                                        | Rodada 6                                                                        | Rodada 6                                                                        | Rodada 7                                                                        | Rodada 7                                                                        | Rodada 8                                                                        | Rodada 8                                                                        |
| Partido                                                                         | Partido                                                                         | Candidate                                                                       | Votos                                                                           | %                                                                               | Votos                                                                           | %                                                                               | Votos                                                                           | %                                                                               | Votos                                                                           | %                                                                               | Votos                                                                           | %                                                                               | Votos                                                                           | %                                                                               | Votos                                                                           | %                                                                               | Votos                                                                           | %                                                                               |
| ------------------------------------------------------------------------------- | ------------------------------------------------------------------------------- | ------------------------------------------------------------------------------- | ------------------------------------------------------------------------------- | ------------------------------------------------------------------------------- | ------------------------------------------------------------------------------- | ------------------------------------------------------------------------------- | ------------------------------------------------------------------------------- | ------------------------------------------------------------------------------- | ------------------------------------------------------------------------------- | ------------------------------------------------------------------------------- | ------------------------------------------------------------------------------- | ------------------------------------------------------------------------------- | ------------------------------------------------------------------------------- | ------------------------------------------------------------------------------- | ------------------------------------------------------------------------------- | ------------------------------------------------------------------------------- | ------------------------------------------------------------------------------- | ------------------------------------------------------------------------------- |
|                                                                                 | Democrata                                                                       | Eric Adams                                                                      | 289,309                                                                         | 30.7%                                                                           | 289,509                                                                         | 30.8%                                                                           | 289,961                                                                         | 30.8%                                                                           | 291,712                                                                         | 31.1%                                                                           | 295,704                                                                         | 31.7%                                                                           | 316,991                                                                         | 34.6%                                                                           | 354,546                                                                         | 40.5%                                                                           | 404,391                                                                         | 50.4%                                                                           |
|                                                                                 | Democrata                                                                       | Kathryn Garcia                                                                  | 184,430                                                                         | 19.6%                                                                           | 184,538                                                                         | 19.6%                                                                           | 184,636                                                                         | 19.6%                                                                           | 186,698                                                                         | 19.9%                                                                           | 191,842                                                                         | 20.5%                                                                           | 223,595                                                                         | 24.4%                                                                           | 266,872                                                                         | 30.5%                                                                           | 397,238                                                                         | 49.6%                                                                           |
|                                                                                 | Democrata                                                                       | Maya Wiley                                                                      | 201,093                                                                         | 21.4%                                                                           | 201,159                                                                         | 21.4%                                                                           | 201,484                                                                         | 21.4%                                                                           | 205,978                                                                         | 22.0%                                                                           | 209,073                                                                         | 22.4%                                                                           | 239,133                                                                         | 26.1%                                                                           | 254,687                                                                         | 29.1%                                                                           | Eliminado                                                                       | Eliminado                                                                       |
|                                                                                 | Democrata                                                                       | Andrew Yang                                                                     | 115,101                                                                         | 12.2%                                                                           | 115,272                                                                         | 12.2%                                                                           | 115,473                                                                         | 12.3%                                                                           | 117,979                                                                         | 12.6%                                                                           | 121,568                                                                         | 13.0%                                                                           | 135,646                                                                         | 14.8%                                                                           | Eliminado                                                                       | Eliminado                                                                       | Eliminado                                                                       | Eliminado                                                                       |
|                                                                                 | Democrata                                                                       | Scott Stringer                                                                  | 51,757                                                                          | 5.5%                                                                            | 51,829                                                                          | 5.5%                                                                            | 51,930                                                                          | 5.5%                                                                            | 53,578                                                                          | 5.7%                                                                            | 56,701                                                                          | 6.1%                                                                            | Eliminado                                                                       | Eliminado                                                                       | Eliminado                                                                       | Eliminado                                                                       | Eliminado                                                                       | Eliminado                                                                       |
|                                                                                 | Democrata                                                                       | Dianne Morales                                                                  | 26,490                                                                          | 2.8%                                                                            | 26,529                                                                          | 2.8%                                                                            | 26,640                                                                          | 2.8%                                                                            | 30,151                                                                          | 3.2%                                                                            | 30,926                                                                          | 3.3%                                                                            | Eliminado                                                                       | Eliminado                                                                       | Eliminado                                                                       | Eliminado                                                                       | Eliminado                                                                       | Eliminado                                                                       |
|                                                                                 | Democrata                                                                       | Raymond McGuire                                                                 | 25,236                                                                          | 2.7%                                                                            | 25,266                                                                          | 2.7%                                                                            | 25,412                                                                          | 2.7%                                                                            | 26,355                                                                          | 2.8%                                                                            | 27,927                                                                          | 3.0%                                                                            | Eliminado                                                                       | Eliminado                                                                       | Eliminado                                                                       | Eliminado                                                                       | Eliminado                                                                       | Eliminado                                                                       |
|                                                                                 | Democrata                                                                       | Shaun Donovan                                                                   | 23,158                                                                          | 2.5%                                                                            | 23,180                                                                          | 2.5%                                                                            | 23,306                                                                          | 2.5%                                                                            | 24,033                                                                          | 2.6%                                                                            | Eliminado                                                                       | Eliminado                                                                       | Eliminado                                                                       | Eliminado                                                                       | Eliminado                                                                       | Eliminado                                                                       | Eliminado                                                                       | Eliminado                                                                       |
|                                                                                 | Democrata                                                                       | Aaron Foldenauer                                                                | 7,742                                                                           | 0.8%                                                                            | 7,758                                                                           | 0.8%                                                                            | 7,819                                                                           | 0.8%                                                                            | Eliminado                                                                       | Eliminado                                                                       | Eliminado                                                                       | Eliminado                                                                       | Eliminado                                                                       | Eliminado                                                                       | Eliminado                                                                       | Eliminado                                                                       | Eliminado                                                                       | Eliminado                                                                       |
|                                                                                 | Democrata                                                                       | Art Chang                                                                       | 7,046                                                                           | 0.7%                                                                            | 7,062                                                                           | 0.8%                                                                            | 7,091                                                                           | 0.8%                                                                            | Eliminado                                                                       | Eliminado                                                                       | Eliminado                                                                       | Eliminado                                                                       | Eliminado                                                                       | Eliminado                                                                       | Eliminado                                                                       | Eliminado                                                                       | Eliminado                                                                       | Eliminado                                                                       |
|                                                                                 | Democrata                                                                       | Paperboy Prince                                                                 | 3,964                                                                           | 0.4%                                                                            | 4,007                                                                           | 0.4%                                                                            | 4,060                                                                           | 0.4%                                                                            | Eliminado                                                                       | Eliminado                                                                       | Eliminado                                                                       | Eliminado                                                                       | Eliminado                                                                       | Eliminado                                                                       | Eliminado                                                                       | Eliminado                                                                       | Eliminado                                                                       | Eliminado                                                                       |
|                                                                                 | Democrata                                                                       | Joycelyn Taylor                                                                 | 2,660                                                                           | 0.3%                                                                            | 2,681                                                                           | 0.3%                                                                            | 2,778                                                                           | 0.3%                                                                            | Eliminado                                                                       | Eliminado                                                                       | Eliminado                                                                       | Eliminado                                                                       | Eliminado                                                                       | Eliminado                                                                       | Eliminado                                                                       | Eliminado                                                                       | Eliminado                                                                       | Eliminado                                                                       |
|                                                                                 | Democrata                                                                       | Isaac Wright Jr.                                                                | 2,242                                                                           | 0.2%                                                                            | 2,254                                                                           | 0.2%                                                                            | Eliminado                                                                       | Eliminado                                                                       | Eliminado                                                                       | Eliminado                                                                       | Eliminado                                                                       | Eliminado                                                                       | Eliminado                                                                       | Eliminado                                                                       | Eliminado                                                                       | Eliminado                                                                       | Eliminado                                                                       | Eliminado                                                                       |
| Por escrito na cédula                                                           | Por escrito na cédula                                                           | Por escrito na cédula                                                           | 1,568                                                                           | 0.2%                                                                            | Eliminado                                                                       | Eliminado                                                                       | Eliminado                                                                       | Eliminado                                                                       | Eliminado                                                                       | Eliminado                                                                       | Eliminado                                                                       | Eliminado                                                                       | Eliminado                                                                       | Eliminado                                                                       | Eliminado                                                                       | Eliminado                                                                       | Eliminado                                                                       | Eliminado                                                                       |
| Cédulas inativas                                                                | Cédulas inativas                                                                | Cédulas inativas                                                                | 0 cédulas                                                                       | 0 cédulas                                                                       | 752 cédulas                                                                     | 752 cédulas                                                                     | 1.207 cédulas                                                                   | 1.207 cédulas                                                                   | 5.312 cédulas                                                                   | 5.312 cédulas                                                                   | 8.055 cédulas                                                                   | 8.055 cédulas                                                                   | 26.431 cédulas                                                                  | 26.431 cédulas                                                                  | 65.691 cédulas                                                                  | 65.691 cédulas                                                                  | 140.167 cédulas                                                                 | 140.167 cédulas                                                                 |

## Partido Republicano

### Primárias

#### Principais candidatos
Os seguintes candidatos aparecem nas cédulas primárias republicanas e ocuparam cargos, foram incluídos nas urnas ou foram objeto de cobertura significativa da mídia.
| Candidatos nas primárias do Partido Republicano    |                                       |
| Fernando Mateo                                     | Curtis Sliwa                          |
|                                                    |                                       |
| Fundador da Federação de Motoristas de Táxis de NY | Fundador do talk show Guardian Angels |
|                                                    |                                       |
| [ 20 ]                                             | [ 21 ]                                |

#### Outros candidatos que podiam receber votos
- Abbey Laurel-Smith, empresária
- Adam Oremland, advogado e personalidade da mídia social
- Bill Pepitone, oficial aposentado da NYPD (concorrendo como candidato pelo Partido Conservador)
- Sara Tirschwell, CFO da Foundation House

#### Resultos
| Resultados das primárias do partido Republicano | Resultados das primárias do partido Republicano | Resultados das primárias do partido Republicano | Resultados das primárias do partido Republicano | Resultados das primárias do partido Republicano |
| Partido                                         | Partido                                         | Candidato                                       | Votos                                           | %                                               |
| ----------------------------------------------- | ----------------------------------------------- | ----------------------------------------------- | ----------------------------------------------- | ----------------------------------------------- |
|                                                 | Republicano                                     | Curtis Sliwa                                    | 36.872                                          | 71,9                                            |
|                                                 | Republicano                                     | Fernando Mateo                                  | 14.392                                          | 28,0                                            |
| Total de votos                                  | Total de votos                                  | Total de votos                                  | 51.264                                          | 100%                                            |

## Partido Conservador do Estado de Nova York

### Candidato
- Bill Pepitone, oficial aposentado da NYPD[22]

## PartidoEmpowerment

### Candidato
- Quanda Francis, presidente e contador da Sykes Capital Management

## Partido Libertário

### Candidato
- Stacey Prussman , ativista e comediante

## Partido pelo Socialismo e Libertação

### Candidato
- Cathy Rojas, professora e ativista socialista[23]

## Independentes

### Candidatos
- Thomas Downs, ativista
- Quanda Francis, presidente da Sykes Capital Management

## Eleição geral

### Debates
| 1 | 20 out 2021 | Citizens Budget Commission NBC 4 New York New York Urban League Politico Telemundo 47 | Sally Goldenberg Melissa Russo David Ushery Allan Villafaña | Video | P | P |
| 2 | 26 out 2021 | ABC 7 Hispanic Federation League of Women Voters NAACP NYS Conference Univision 41    | Dave Evans Bill Ritter Mariela Salgado                      | Video | P | P |

### Pesquisas
| Fonte           | Data           | Amostra  | Margem de erro | Candidatos | Candidatos | Candidatos | Candidatos   | Indecisos |
| Fonte           | Data           | Amostra  | Margem de erro |            | Eric Adams |            | Curtis Sliwa | Indecisos |
| --------------- | -------------- | -------- | -------------- | ---------- | ---------- | ---------- | ------------ | --------- |
| Emerson College | 22–23 out 2021 | 615 (LV) | ± 3.9%         | 61%        | 61%        | 25%        | 25%          | 14%       |

### Resultados
| Resultados gerais da eleição para prefeito de Nova York | Resultados gerais da eleição para prefeito de Nova York | Resultados gerais da eleição para prefeito de Nova York | Resultados gerais da eleição para prefeito de Nova York | Resultados gerais da eleição para prefeito de Nova York |
| Partido                                                 | Partido                                                 | Candidato                                               | Votos                                                   | %                                                       |
| ------------------------------------------------------- | ------------------------------------------------------- | ------------------------------------------------------- | ------------------------------------------------------- | ------------------------------------------------------- |
|                                                         | Democrata                                               | Eric Adams                                              | 753.801                                                 | 66,99 %                                                 |
|                                                         | Republicano                                             | Curtis Sliwa                                            | 302.680                                                 | 26,90 %                                                 |
|                                                         | Independência                                           | Curtis Sliwa                                            | 9.705                                                   | 0,86 %                                                  |
| Total                                                   | Total                                                   | Curtis Sliwa                                            | 312.385                                                 | 27,76 %                                                 |
|                                                         | Socialismo e Libertação                                 | Cathy Rojas                                             | 27.982                                                  | 2,49 %                                                  |
|                                                         | Conservador                                             | Bill Pepitone                                           | 12.575                                                  | 1,12 %                                                  |
|                                                         | Empowerment                                             | Quanda Francis                                          | 3.792                                                   | 0,34 %                                                  |
|                                                         | Libertário                                              | Stacey Prussman                                         | 3.189                                                   | 0,28 %                                                  |
|                                                         | Humanity United                                         | Raja Flores                                             | 2.387                                                   | 0,21 %                                                  |
|                                                         | Save Our City                                           | Fernando Mateo                                          | 1.870                                                   | 0,17 %                                                  |
|                                                         | Out Lawbreaker                                          | Skiboky Stora                                           | 264                                                     | 0,02 %                                                  |
|                                                         | Votos por escrito                                       | Votos por escrito                                       | 7.013                                                   | 0,62 %                                                  |
| Total de votos                                          | Total de votos                                          | Total de votos                                          | 1.125.258                                               | 100 %                                                   |